# Margaretha Obenaus
Margaretha Obenaus (* 26. September 1931 in Judendorf-Straßengel, Steiermark; † 24. Dezember 2020 in Graz) war eine österreichische Politikerin (SPÖ).

## Leben
Margaretha Obenaus besuchte zunächst die Volksschule in Judendorf-Straßengel, ehe sie an eine Grundschule im Grazer Gemeindebezirk Gösting wechselte. Später besuchte sie die Haupt- und Handelsschule ebenfalls in Graz und legte im Jahr 1949 die Staatsprüfung in Stenographie und Maschinschreiben ab.
Bereits 1947 fand sie Arbeit bei der steiermärkischen Kammer für Arbeiter und Angestellte in Graz. Hier war sie als Stenotypistin in der Innenrevision tätig. Von 1960 bis 1966 fungierte sie als Betriebsrätin. Im Jahr 1987 ging sie in Pension.
Politisch engagierte sich Obenaus ab 1963 als stellvertretende Frauenvorsitzende der SPÖ Gösting. Von 1976 bis 1987 leitete sie jenes Parteigremium. Von 1975 bis 1987 war sie Mitglied des Landesfrauenkomitees der SPÖ Steiermark.
Im Juni 1976 entsandte sie der Landtag Steiermark als Mitglied des Bundesrats nach Wien. Als Mitglied der österreichischen Länderkammer war sie über zehn Jahre lang bis Dezember 1986 tätig.

## Auszeichnungen
- 1984: Großes Silbernes Ehrenzeichen für Verdienste um die Republik Österreich[2]